# Аристазабал (остров)
Аристазабал (англ. Aristazabal Island) — остров у тихоокеанского побережья канадской провинции Британская Колумбия.

## География

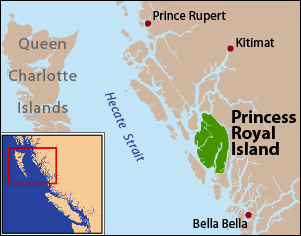
Остров Принсесс-Ройал и окружающие его острова. Остров Аристазабал лежит к юго-западу от Принсесс-Ройал

Остров лежит на юго-востоке залива Хекате, юго-западнее острова Принсесс-Ройал. От острова Кампаниа, лежащего севернее, отделён проливом Каамано, от острова Прайс, лежащего юго-восточнее — проливом Ларедо. Площадь острова Аристазабал составляет 420 км². Десятый по величине остров среди Тихоокеанских островов Канады. Длина береговой линии — 171 км.

## История
Остров Аристазабал назван 30 августа 1792 года лейтенантом-коммандером Хасинто Кааманьо с корвета Аранзазу в честь капитана Габриэля Аристасабаля, одного из наиболее известных испанских морских офицеров того времени.